# Marcinowice (powiat świdnicki)
Marcinowice (niem. Gross Merzdorff) – wieś w Polsce położona w województwie dolnośląskim, w powiecie świdnickim, w gminie Marcinowice.

## Nazwy wsi
- w okresie wczesnego państwa polskiego (Piastowie)
  - Martinouici, wymieniona w 1204 r.
  - Martini willa, z 1307 r.
- w okresie panowania czeskiego
  - villa Martini, z 1335 r.
  - Mertinsdorf, w 1352 r.
  - Mertynsdorff, w 1369 r.
- w okresie panowania Habsburgów
  - Mertzdorff, wymieniona w 1667 r.
- w okresie panowania pruskiego, później niemieckiego
  - Gross Merzdorff, z 1743 r.
  - Groß Märzdorf, z 1785 r.
  - Gross Merzdorff, od 1816 r.
- po II wojnie światowej (po włączeniu do Polski)
  - Milanów, w 1945 r.
  - Marcinowice, od 1947 r.

## Podział administracyjny
W latach 1954–1972 wieś należała i była siedzibą władz gromady Marcinowice. W latach 1975–1998 należała administracyjnie do województwa wałbrzyskiego. Miejscowość jest siedzibą gminy Marcinowice.

## Demografia
Według Narodowego Spisu Powszechnego (III 2011 r.) liczyły 832 mieszkańców. Są największą miejscowością gminy Marcinowice.

## Zabytki
Do wojewódzkiego rejestru zabytków wpisane są:
- kościół filialny pw. św. Wacława, murowany z 1500 r., przebudowany na późnobarokowy w pierwszej połowie XVIII wieku; założony w planie krzyża greckiego; odnawiany był i remontowany w latach: 1830, 1871, 1920 i 1964
- dworzec kolejowy, murowano-szachulcowy, z 1898 r.
- magazyn spedycji kolejowej